# Workum
Workum (niederländisch; westfriesisch Warkum) ist eine niederländische Stadt im Südwesten der Provinz Friesland. Der Ort hat 4.670 Einwohner und gehört zur Gemeinde Súdwest-Fryslân. Er zählt zu den elf friesischen Städten. Workum ist durch einen etwa zwei Kilometer langen Kanal mit dem IJsselmeer verbunden und verfügt über mehrere Jachthäfen. Traditionell lebte Workum vom Seehandel, der Fischerei und der Töpferei. Heute sind der Tourismus und die Sportschifffahrt die wichtigsten Einnahmequellen der Workumer.

## Geschichte
Workum entwickelte sich aus einer landwirtschaftlichen Siedlung im späten Mittelalter zu einem wichtigen Schifffahrtszentrum. Entscheidend dafür war die Lage am Wasserlauf de Wymerts, der die  Zuiderzee mit den friesischen Binnengewässern verband. Daraus ergab sich die langgestreckte Struktur des Ortes entlang der Wasserkante.
Die erste Besiedlung um das Jahr 1000 n. Chr. erfolgte durch Fischer und Bauern auf natürlichen Erhöhungen. Mit der beginnenden Eindeichung breiteten sich die Siedlungen aus. Workum erhielt 1399 Stadtrechte und hatte zeitweise eine eigene Münze und eine eigene Gilde.
Trotz des Niedergangs der Hanse im 15. Jahrhundert und der Entwicklung der Städte in Holland und Zeeland behielt Workum wegen seines Schiffbaugewerbes eine bedeutende Stellung. Zusätzlich gab es eine bekannte Töpferindustrie. Im ersten Viertel des 16. Jahrhunderts kam es zu Belagerungen und Plünderungen. 1533 wird der Stadt die Unterhaltspflicht für den Seedeich auferlegt. Im 17. Jahrhundert kam es zur Einpolderung und Trockenlegung einiger Binnenseen, dem Bau eines Wasserwegs nach Boalsert (1620–1648) und der Erneuerung der Seeschleuse (1658). Durch die schlechtere Erreichbarkeit Workums durch Versandungen und die starke Position von De Lemmer und Harns kam die Schifffahrt im 18. Jahrhundert fast zum Erliegen. Im 19. Jahrhundert und zu Beginn des 20. Jahrhunderts wurden eine Reihe von Kanäle und Wasserwegen in der Stadt zugeschüttet und als Agrarflächen bebaut.
Seit 1984 gehörte Workum mit Stavoren und Hindeloopen zur Gemeinde Nijefurd, seit 2011 zur neu gebildeten Gemeinde Súdwest Fryslân.

## Diverses
Ein großer Arbeitgeber in Workum ist Friesland Foods. Diese Firma unterhält in Workum einen großen Milchverarbeitungsbetrieb, in dem unter anderem Käse hergestellt wird. Das Fabrikgebäude, ein großer grauer Würfel, ist weithin zu sehen.

## Sehenswertes

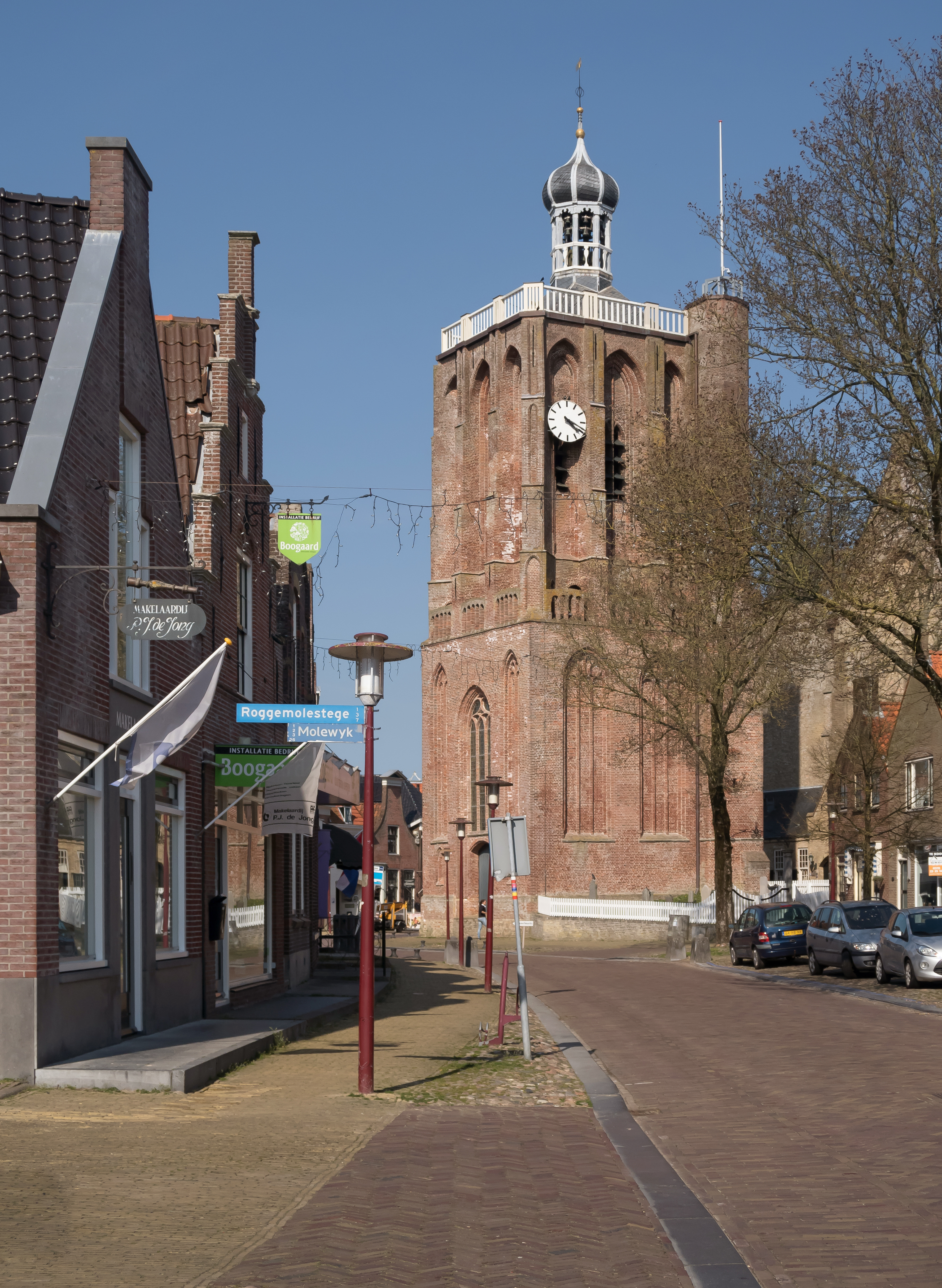
Kirchturm (Grote of Sint-Gertrudiskerk)

- St.-Gertrudis-Kerk, Baubeginn 1480, eine gotische Hallenkirche mit bedeutendem Chor, dem größten und ältesten in Friesland, mit freistehendem, massivem Glockenturm, den eine Turmlaterne mit Glockenspiel ziert; sehenswerte Sakristei; friesisches Wahrzeichen
- Zunftbahren, auf denen die Särge Verstorbener aus der Kirche getragen wurden, die ältesten aus dem 17. Jahrhundert, bedeutende Bemalung; erhalten sind zwölf dieser Bahren, alle in der St.-Gertrudiskerk aufgestellt
- Historisches Rathaus mit reich verziertem Ratssaal und hölzerner Arrestzelle („It Kasjot“), in der früher Trunkenbolde und Kriminelle ihre Strafe absitzen mussten
- Zentraler Platz De Merk mit Kneipen und Restaurants
- Jopie Huisman Museum[2]
- Töpfereien, in denen die charakteristischen Workumer Töpferwaren hergestellt werden
- Schiffsbauwerft neben der Seeschleuse am Ortsrand[3]

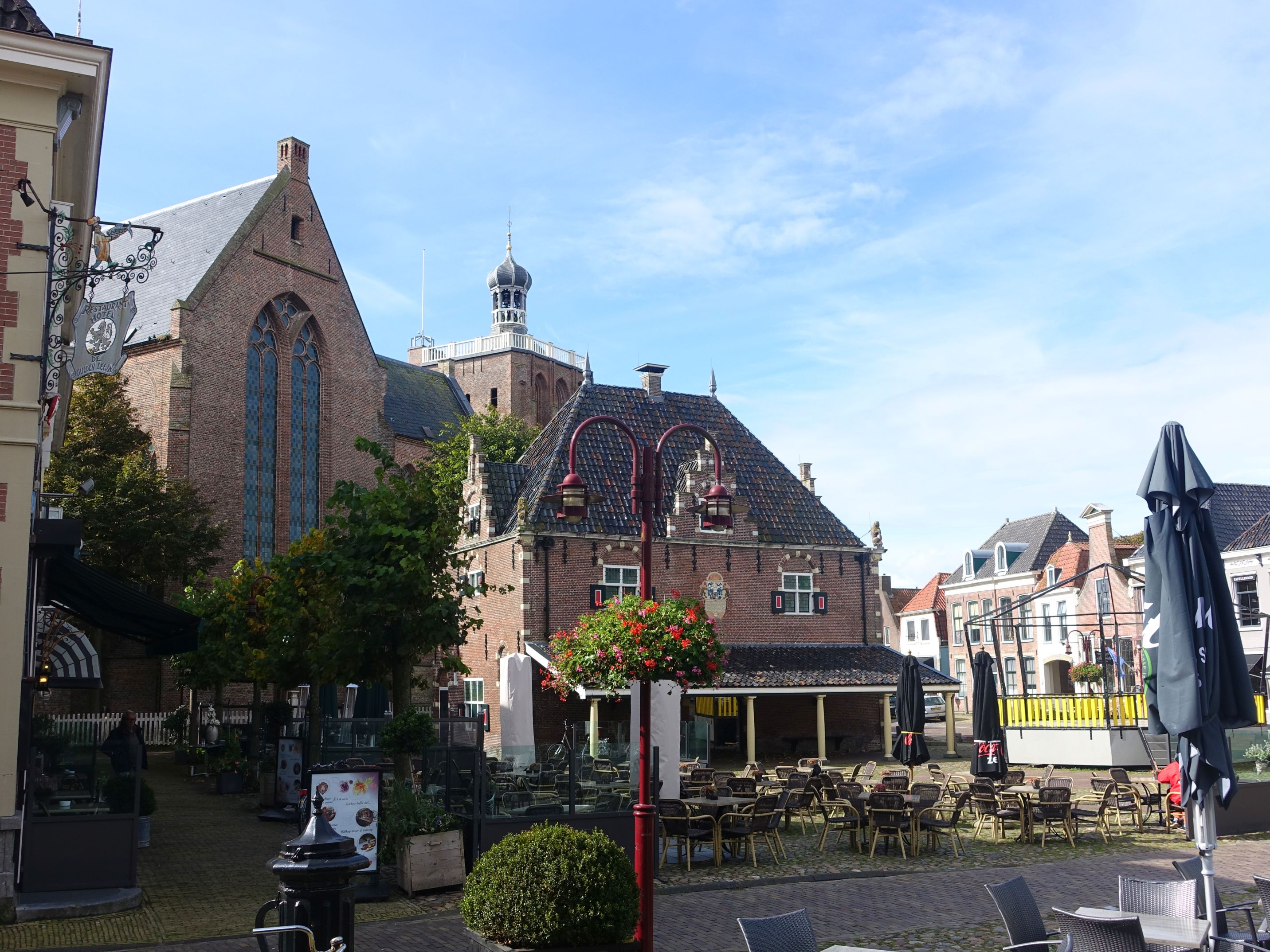
De Merk (Marktplatz)
Marktplatz mit Glockenturm
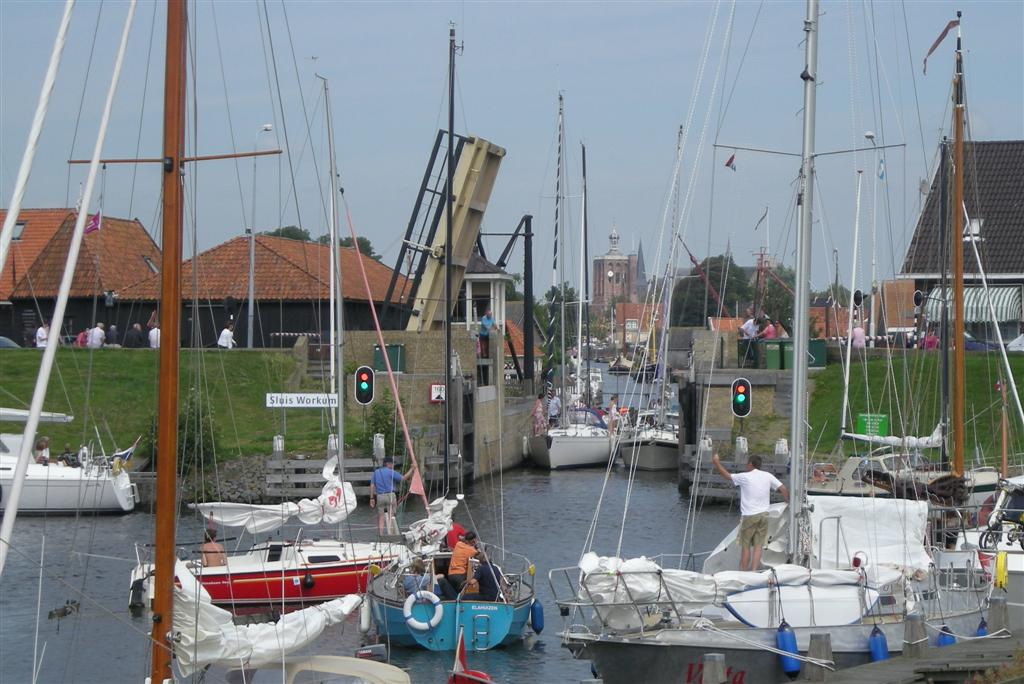
Schleuse

## Aktivitäten
- Internationales Shantyfestival Workum[4]
- Durch Workum führt die Elfstedentocht, das berühmte Marathonrennen im Eisschnelllauf entlang der elf friesischen Städte.

## Sohn der Stadt
- Sybrand van Haersma Buma (* 1965), Politiker